# Autalia africana
Autalia africana är en skalbaggsart som beskrevs av Cameron 1950. Autalia africana ingår i släktet Autalia och familjen kortvingar. Inga underarter finns listade i Catalogue of Life.